# Walid Akl
Walid Akl (* 13. Juli 1945 in Bikfaya (Libanon); † 25. September 1997 in Le Port-Marly) war ein französischer Pianist libanesischer Herkunft.

## Leben und Werk
Walid Akl ließ sich 1963 in Frankreich nieder. Er studierte dort an der Académie Marguerite Long, am Pariser Konservatorium und an der École Normale de Musique bei Yvonne Lefébure, Germaine Mounier und Jacques Février.
Walid Akl wurde schnell als Konzertpianist in den westlichen Ländern bekannt. Er spielte das pianistische Gesamtwerk von Joseph Haydn und von Alexander Borodin auf Tonträger ein. Ebenso spielte er die Transkription von Ludwig van Beethovens Eroica für Klavier von Franz Liszt auf Tonträger ein.
Walid Akl starb am 25. September 1997 in Paris nach einer Herzoperation im Alter von nur 52 Jahren.